# Либерг, Эйнар
Эйнар Либерг (норв. Einar Liberg; 16 октября 1873, Эльверум — 9 сентября 1955, Осло) — норвежский стрелок, чемпион и призёр летних Олимпийских игр.
Либерг участвовал в четырёх Олимпийских играх, и на первых из них летних Олимпийских играх 1908 в Лондоне он соревновался в двух командных соревнованиях и занял первое место в стрельбе из винтовки на 300 метров и шестое в стрельбе из армейской винтовки.
На следующих Олимпийских играх 1912 в Стокгольме Либерг снова соревновался в стрельбе из винтовке на 300 метров среди команд и выиграл серебряную медаль. Также он стал 15-м в аналогичном индивидуальном соревновании.
Восемь лет спустя Либерг участвовал Олимпийских играх 1920 в Антверпене. Он стал 22-м в стрельбе из пистолета, а в стрельбе по подвижным мишеням стал бронзовым призёром среди отдельных спортсменов, стреляющих двойным выстрелами, и дважды олимпийским чемпионом среди команд в стрельбе одиночными и двойными выстрелами.
На последних своих летних Олимпийских играх 1924 в Париже Либерг занял первое и второе место в стрельбе по подвижной мишени среди команд одиночными и двойными выстрелами соответственно, стал седьмым и пятым в индивидуальных соревнованиях и восьмым с стрельбе из скоростного пистолета.